# Mac Guff
 (novembre 2013).
Pour le studio d'animation Illumination Mac Guff, voir Illumination Studios Paris.
Ne doit pas être confondu avec MacGuffin.
Mac Guff Ligne (ou plus simplement Mac Guff) est une entreprise française de production de films d'animation 3D et d'effets visuels numériques créée en 1986.
En 2011, la société Illumination Entertainment et Mac Guff Ligne pérennisent leur étroite collaboration sur le long métrage d'animation Moi, moche et méchant en fondant Illumination Mac Guff. Mac Guff Ligne continue indépendamment de produire des effets numériques et des films d'animation.

## Historique
La société est fondée en 1986 par Jacques Bled. En dehors de la publicité, ses premières réalisations en images numériques se font à la télévision dans des clips musicaux, puis des documentaires. C'est seulement en 1990 qu'elle commence à travailler pour le cinéma, en signant notamment les effets spéciaux de La Haine, Dobermann, Vidocq et Le Petit Poucet.
Le tournant vers l'animation s'opère en 2006 quand Michel Ocelot sollicite le studio pour Azur et Asmar. Un an plus tard, Chris Meledandri, fondateur de la société de production Illumination Entertainment, filiale d'Universal Pictures, choisit le studio pour réaliser le film Moi, moche et méchant. C'est à cette occasion que l'animateur-réalisateur Pierre Coffin crée les Minions.
Confortés par le succès du film, Illumination Entertainment et Mac Guff Ligne pérennisent leur relation étroite et fondent Illumination Mac Guff, rebaptisé Illumination Studios Paris en 2021.
Mac Guff Ligne poursuit son activité d'effets visuels pour des longs métrages, de la publicité et des documentaires mais aussi dans le domaine de l'animation, notamment avec Dilili à Paris de Michel Ocelot qui obtient le César du meilleur film d'animation en 2019.
À partir de 2020, la société développe une technologie IA baptisée Face Engine qui lui permet de répondre aux nouvelles demandes créatives en matière de modification des visages d'acteurs, comme le rajeunissement (Le Bureau des légendes en 2020) ou le deepfake (Dalida, Mitterand et Jean Gabin ressuscités dans l'émission Hôtel du temps en 2022). Elle reçoit à cette occasion le prix de l'Innovation César et Techniques de l'académie des César en 2021.

## Réalisations

### Clips musicaux
- 1987 : C'est comme ça des Rita Mitsouko, réalisé par Jean-Baptiste Mondino
- 1988 : Qu'est-ce que t'es belle de Marc Lavoine et Catherine Ringer, réalisé par Jean-Baptiste Mondino
- 1991 : Petit Voleur de Renaud
- 1993 : L'Ennemi dans la glace d'Alain Chamfort
- 2002 : Love Don't Let Me Go de David Guetta
- 2021 : Jour meilleur d'Orelsan

### Télévision
- La Vie des bêtes (série, 1986-1987), design Philippe Starck - 3e prix Pixel-INA catégorie Fiction à Imagina 1988
- Pat et Stanley (2003–2006), série télévisée de Pierre Coffin
- L'Odyssée de l'espèce (2003), documentaire de Jacques Malaterre
- Homo sapiens (2005), documentaire de Jacques Malaterre
- L'Odyssée de la vie (2005), documentaire de de Jacques Malaterre
- L'Odyssée de l'amour (2008), documentaire de Thierry Binisti
- Le Mystère des jumeaux (2009), documentaire de Nils Tavernier
- Le Vol des cigognes (2012), téléfilm de Jan Kounen
- The Gatekeepers (2012), documentaire de Dror Moreh
- Le Bureau des légendes (2015-2020), série télévisée d'Éric Rochant
- Ransom (2017), série télévisée de Frank Spotnitz et David Vainola
- Nox (2018), série télévisée de Mabrouk El Mechri
- The Show (2018), série télévisée de Jan Kounen
- Une île (2019), série télévisée de Julien Trousselier
- Hôtel du temps (2022), docu-fiction de Serge Khalfon
- Lupin (2021), série télévisée de George Kay et François Uzan

### Cinéma

#### Longs métrages d'animation
- 2006 : Azur et Asmar de Michel Ocelot
- 2008 : Chasseurs de dragons d'Arthur Qwak et Guillaume Ivernel
- 2010 : Moi, moche et méchant de Pierre Coffin et Chris Renaud
- 2011 : Les Contes de la nuit de Michel Ocelot
- 2011 : Titeuf, le film de Zep
- 2012 : Kirikou et les Hommes et les Femmes de Michel Ocelot
- 2018 : Dilili à Paris de Michel Ocelot - César du meilleur film d'animation 2019
- 2019 : SamSam de Tanguy de Kermel
- 2021 : Le Tour du monde en quatre-vingts jours de Samuel Tourneux
- 2025 : Une nuit au zoo de Ricardo Curtis et Rodrigo Perez-Castro

#### Longs métrages de fiction
- 1995 : La Haine de Mathieu Kassovitz
- 1997 :  Dobermann de Jan Kounen
- 1997 : Contact de Robert Zemeckis
- 1998 :  Quasimodo d'El Paris de Patrick Timsit
- 1998 : Les Couloirs du temps : Les Visiteurs 2 de Jean-Marie Poiré
- 1999 : Train de vie de Radu Mihaileanu
- 2000 : Cours toujours de Dante Desarthe
- 2000 : Scènes de crimes de Frédéric Schoendoerffer
- 2001 : Vidocq de Pitof
- 2001 : Laissez-passer de  Bertrand Tavernier
- 2001 : Gamer (film) de Patrick Levy
- 2001 : Snowboarder d'Olias Barco
- 2001 : Le Petit Poucet d'Olivier Dahan
- 2002 : Monsieur Batignole de Gérard Jugnot
- 2002 : Irréversible de Gaspar Noé
- 2002 : Ginostra de Manuel Pradal
- 2002 : Quelqu'un de bien de Patrick Timsit
- 2003 : Jeux d'enfants de Yann Samuell
- 2004 : Blueberry, l'expérience secrète de Jan Kounen
- 2004 : L'Américain de Patrick Timsit
- 2004 : L'Équipier de Philippe Lioret
- 2004 : Agents secrets de  Frédéric Schoendoerffer
- 2004 : Arsène Lupin de Jean-Paul Salomé
- 2005 : La Boîte noire de Richard Berry
- 2005 : Ma vie en l'air de Rémi Bezançon
- 2005 : Danny the Dog de Louis Leterrier
- 2005 : Joyeux Noël de Christian Carion
- 2006 : Bandidas de Joachim Rønning et Espen Sandberg
- 2006 : Ne le dis à personne de Guillaume Canet
- 2007 : Truands de Frédéric Schoendoerffer
- 2007 : Trois Amis de Michel Boujenah
- 2007 : L'Invité de Laurent Bouhnik
- 2007 : 99 Francs de Jan Kounen
- 2007 : Les Femmes de l'ombre de Jean-Paul Salomé
- 2008 :  Un conte de Noël d'Arnaud Desplechin
- 2008 : Le Premier Jour du reste de ta vie de Rémi Bezançon
- 2008 : Le Transporteur 3 d'Olivier Megaton
- 2008 : Largo Winch de Jérôme Salle
- 2009 : Welcome de  Philippe Lioret
- 2009 : Coco de Gad Elmaleh
- 2009 : Un prophète de Jacques Audiard
- 2009 : Bancs publics de Bruno Podalydès
- 2009 : L'Affaire Farewell de Christian Carion
- 2009 : Le Petit Nicolas de Laurent Tirard
- 2009 : L'Immortel de Richard Berry
- 2009 : Coco Chanel et Igor Stravinsky de Jan Kounen
- 2010 :  Splice de Vincenzo Natali
- 2010 : L'Âge de raison de  Yann Samuell
- 2010 : Elle s'appelait Sarah de Gilles Paquet-Brenner
- 2010 : Largo Winch 2 de Jérôme Salle
- 2011 : Colombiana d'Olivier Megaton
- 2011 : Le Moine de  Dominik Moll
- 2011 : Un heureux événement de Rémi Bezançon
- 2012 : Taken 2 d'Olivier Megaton
- 2012 : La Pirogue de Moussa Touré
- 2012 : Astérix et Obélix : Au service de Sa Majesté de Laurent Tirard (en collaboration avec le studio Mikros Image)
- 2013 : Il était une forêt de Luc Jacquet
- 2013 : Jacky au royaume des filles de  Riad Sattouf
- 2014 : Les Vacances du petit Nicolas de Laurent Tirard
- 2014 : Taken 3 d'Olivier Megaton
- 2015 : Nos femmes de Richard Berry
- 2015 : Love de Gaspar Noé
- 2015 : Le Transporteur : Héritage de  Camille Delamarre
- 2015 : En mai, fait ce qu'il te plaît de  Christian Carion
- 2016 : Le Fantôme de Canterville de Yann Samuell
- 2016 : The Warriors Gate de Matthias Hoene
- 2016 : Éternité de  Trần Anh Hùng
- 2016 : Life, Animated de  Roger Ross Williams
- 2017 : Alibi.com de Philippe Lacheau
- 2017 : Django d'Étienne Comar
- 2017 : Valérian et la Cité des mille planètes de Luc Besson
- 2017 : Knock de Lorraine Lévy
- 2018 : Gaston Lagaffe de Pierre-François Martin-Laval
- 2018 : Climax de Gaspar Noé
- 2018 : Les Éternels de Jia Zhangke
- 2018 : L'Incroyable Histoire du facteur Cheval de Nils Tavernier
- 2020 : Mon cousin de Jan Kounen
- 2020 : Cinquième Set de Quentin Reynaud
- 2021 : Titane de Julia Ducournau
- 2021 : Oxygène d'Alexandre Aja
- 2021 : Le Dernier Mercenaire de David Charhon
- 2023 : Le Règne animal de Thomas Cailley
- 2023 : Vermines de Sébastien Vaniček
- 2023 : Les Trois Mousquetaires : D'Artagnan et Les Trois Mousquetaires : Milady de Martin Bourboulon
- 2024 : L'Amour ouf de Gilles Lellouche

### Divers
- 2017 : Hit Parade, comédie musicale de Grégory Antoine et Bruno Gaccio (scènes virtuelles)